# Salpis virgata
Salpis virgata là một loài bướm đêm trong họ Geometridae.